# Lampteria
Lampteria (altgriechisch Λαμπτήρια Lamptḗria) waren im antiken Griechenland ein Fest zu Ehren des Gottes Dionysos Lampteros, das jährlich in der achaischen Stadt Pellene begangen wurde.
Das Fest wurde nachts im Heiligtum des Dionysos Lampteros gefeiert, das sich gegenüber vom Heiligtum der Artemis Soteira befand. Zu Beginn des Festes wurde ein Fackellauf zum Heiligtum hin veranstaltet, in der ganzen Stadt wurden zu diesem Anlass Kratere aufgestellt, die als Mischgefäße für Wein und Wasser dienten.
Der Religionshistoriker Martin Persson Nilsson sieht in dem Fest eine ursprünglich orgiastische Begrüßungsfeier für den erscheinenden Gott, worauf der nächtliche Fackellauf hinweist. Erst später soll es mit der Bereitstellung des Weines zum Weinfest erweitert worden sein.